# Galambborsó
A galambborsó (Cajanus cajan) évelő hüvelyes a pillangósvirágúak családjából. A háziasítása óta Indiában, legalább 3500 évvel ezelőtt, a magvai köznapi élelmiszergabonává váltak Ázsiában, Afrikában és Latin-Amerikában. Nagy arányban elsősorban Dél-Ázsiában fogyasztják, és jelentős fehérjeforrás az indiai szubkontinens lakossága számára.

## Gyakori elnevezések
A galambborsó számos neveken ismert különböző etimológiával.

### India nyelvein
- tubarika (तुबरिका) szanszkritban
- togari bele (ತೊಗರಿ ಬೇಳೆ) a kannada nyelven
- thuvaram paruppu (துவரம் பருப்பு) tamil nyelven
- thuvara parippu (തുവരപ്പരിപ്പ്) a malajálam nyelven[1]
- tuver' (તુવેર) a gujarati
- toor Dal (तूर डाळ) marathi
- toor dal (तूर दाल) vagy arhar dal (अरहर दाल), két egyformán népszerű megnevezés a hindi nyelvben. Az eredeti szó hindi és más északi és keleti nyelven is arhar, de a déli toor-t már széles körben elfogadták az elmúlt körülbelül egy század alatt.
- orhor dal (অড়হর ডাল) a bengáli nyelven
- rohor dail (ৰহৰ দাইল) asszámi nyelven
- rahar daal (रहर दाल) nepáli nyelven
- harada dali az odia nyelven
- kandi bedalu (కందిపప్పు) telugu nyelven
- behliang a zomi/mizo nyelv
- Towar vagy Tovar vagy Tover ki dal gyakori vagy széles körben beszélt hindi és urdu Indiában

### Más országokban
- no-eye pea
- tropical green pea
- gungo pea Jamaicában
- gandule bean
- gandul / guandu Latin Amerikában
- chícharo Latin-Amerikában
- "kumanda yvyra'i" Guaraní néven Paraguayban
- arveja Ecuadorban
- mgbụmgbụ
- gungo pea / gunga pea / Congo pea Afrikában
- mzimbili mussa Tanzániában
- nandolo Malawiban
- fio-fio
- mbaazi Kenyában
- kadyos Fülöp-szigeteken
- quinchoncho Venezuelában
- "mbaazi" Tanzániában

## Patogének
- Phytophthora cajani
- Fitoplazma

Fusarium hervadás

## Fordítás
Ez a szócikk részben vagy egészben  a   Pigeon pea című angol Wikipédia-szócikk ezen változatának fordításán alapul.  Az eredeti cikk szerkesztőit annak laptörténete sorolja fel. Ez a jelzés csupán a megfogalmazás eredetét és a szerzői jogokat jelzi, nem szolgál a cikkben szereplő információk forrásmegjelöléseként.